# Parole de Socrate
Parole de Socrate est la dix-septième fable du livre IV de Jean de La Fontaine situé dans le premier recueil des Fables de La Fontaine, édité pour la première fois en 1668.

## Texte
Socrate un jour faisant bâtir,

            Chacun censurait son ouvrage.

L'un trouvait les dedans, pour ne lui point mentir,

            Indignes d'un tel personnage ;

L'autre blâmait la face, et tous étaient d'avis

Que les appartements en étaient trop petits.

Quelle maison pour lui ! L'on y tournait à peine .

            Plût au Ciel que de vrais amis,

Telle qu'elle est, dit-il, elle pût être pleine ! 

            Le bon Socrate avait raison

De trouver pour ceux-là trop grande sa maison.

Chacun se dit ami ; mais fol qui s'y repose.

            Rien n'est plus commun que ce nom ;

            Rien n'est plus rare que la chose.
— Jean de La Fontaine, Fables de La Fontaine, Parole de Socrate

## Image et iconographie

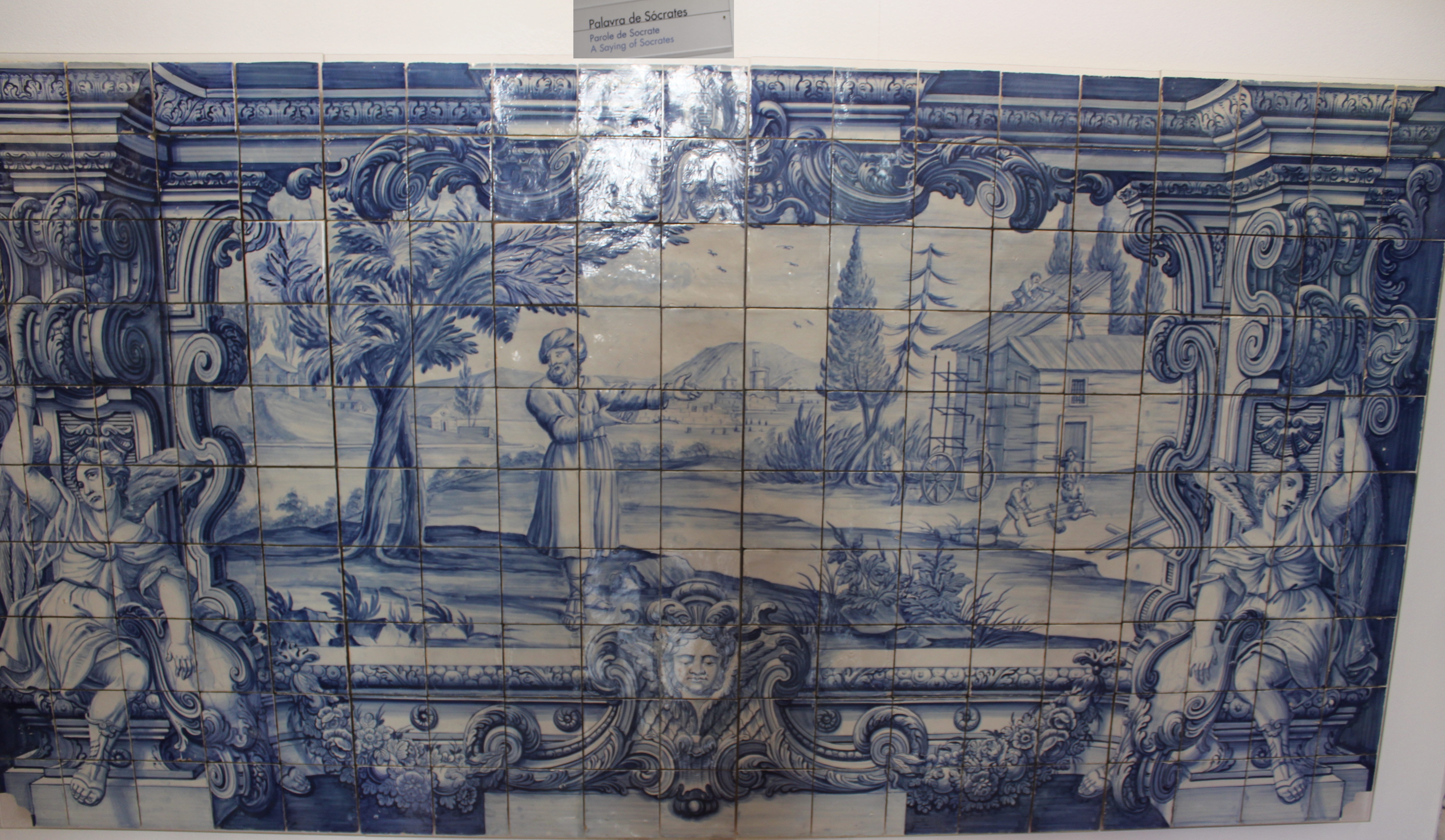
Parole de Socrate - Azulejos - Monastère de Saint-Vincent de Fora (Lisbonne).